# Ipnops
Ipnops is een geslacht van straalvinnige vissen uit de familie van netoogvissen (Ipnopidae). Het geslacht is voor het eerst wetenschappelijk beschreven in 1878 door Günther.

## Soorten
- Ipnops agassizii Garman, 1899
- Ipnops meadi Nielsen, 1966
- Ipnops murrayi Günther, 1878